# شيروكي (قبيلة)

أحرف من لغة الشيروكي

علم شعب الشيروكي

شيروكي (بالإنجليزية: Cherokee)‏، قبيلة من قبائل الهنود الحمر كانت تستوطن جنوب شرق الولايات المتحدة (تركزت تجمعاتهم في ولايات جورجيا وكارولينا الشمالية وكارولينا الجنوبية والجزء الشرقي من ولاية تينيسي).
تحكي التقاليد الشفاهية التي تناقلتها قبائل الشيروكي وسجلها بعض المؤرخين وعلماء السلالات في القرن التاسع عشر أن القبيلة هاجرت في العصور الغابرة من منطقة البحيرات العظمى باتجاه الجنوب.
في القرن التاسع عشر أطلق المستوطنون البيض للولايات المتحدة على خمس من قبائل السكان الأصليين اسم «القبائل الخمس المتحضرة» وكانت قبيلة الشيروكي من ضمن هذه القبائل. ووفقاً لإحصاء عام 2000 في الولايات المتحدة، بلغ عدد أفراد أمة الشيروكي أكثر من 300 ألف شخص، وهي بذلك هي الأكبر من بين 563 قبيلة معترف بها فيدرالياً في الولايات المتحدة. وقد تم إبادة جزء كبير من شعب الشيروكي عن طريق الغزاة الإسبان ثم المستوطنين الأوروبيين وذلك سواء عن طريق القتل أو التشريد أو بسبب أن الأوروبيين جلبوا بعض الأمراض معهم التي لم يكن شعب الشيروكي يكتسب مناعة ضدها.
وتعترف الحكومة الأمريكية بثلاث من قبائل الشيروكي، وتتخذ كل من «أمة الشيروكي» و«جماعة الكيتواه المتحدة» (بالإنجليزية: United Keetoowah Band)‏ من مدينة تاليكواه (بالإنجليزية: Tahlequah)‏ بولاية أوكلاهوما مقراً لزعامتها، حيث أجبر هذان القسمان على الانتقال قسراً إلى تلك المدينة في ثلاثينات القرن التاسع عشر. بينما توجد جماعة الشيروكي الشرقية في مدينة شيروكي بولاية كارولينا الشمالية.